# Ryan Cullen
Ryan Cullen, né le 26 mars 1991 à Weston-super-Mare au Royaume-Uni, est un pilote automobile irlando-chypriote.

## Carrière
En 2018, Ryan Cullen participe pour la première fois de sa carrière au championnat European Le Mans Series aux mains d'une Oreca 07 au sein d'une structure née d'une association Algarve Pro Racing et Rebellion Racing. Il a en effet complété l'équipage composé d'Harrison Newey et Gustavo Menezes. Malgré des essais de pré-saison intéressant, et une voiture qui a rallié l'arrivée de toutes les épreuves, l'équipage n'a pas particulièrement brillé et n'a pas réussi à réaliser le moindre podium. Sans participer aux 24 Heures du Mans, il eut tout de même l'occasion de participer aux tests pour agrémenter sa saison.
En 2019, Ryan Cullen commença sa saison par une participation aux 24 Heures de Daytona avec l'écurie DragonSpeed. Il a en effet complété l'équipage composé de Roberto González, Pastor Maldonado et Sebastian Saavedra pour l'épreuve de 24 Heures du WeatherTech SportsCar Championship. À la suite de cette participation, et pour la seconde saison de sa carrière, il s'engagea dans le championnat European Le Mans Series avec l'écurie anglo-américaine United Autosports aux mains d'une Ligier JS P217. Il a eu comme copilotes l'Anglais Alex Brundle. Après la déception d'être sur la liste de réserviste des 24 Heures du Mans, il a eu la bonne surprise d'être finalement retenu pour l’épreuve phare du championnat du monde d'endurance.

## Palmarès

### 24 heures du Mans
| Année | Écurie                     | Copilotes                       | Voiture               | Classe | Tours | Pos. | Class Pos. |
| ----- | -------------------------- | ------------------------------- | --------------------- | ------ | ----- | ---- | ---------- |
| 2019  | United Autosports          | Alex Brundle Will Owen          | Ligier JS P217-Gibson | LMP2   | 348   | 19e  | 14e        |
| 2020  | G-Drive Racing par Algarve | Oliver Jarvis Nick Tandy        | Aurus 01-Gibson       | LMP2   | 105   | Abd. | Abd.       |
| 2021  | Risi Competizione          | Oliver Jarvis Felipe Nasr       | Oreca 07-Gibson       | LMP2   | 275   | Abd. | Abd.       |
| 2022  | Vector Sport               | Sébastien Bourdais Nico Müller  | Oreca 07-Gibson       | LMP2   | 357   | 27e  | 22e        |
| 2023  | Vector Sport               | Gabriel Aubry Matthias Kaiser   | Oreca 07-Gibson       | LMP2   | 325   | 15e  | 7e         |
| 2024  | Vector Sport               | Patrick Pilet Stéphane Richelmi | Oreca 07-Gibson       | LMP2   | 297   | 19e  | 5e         |

### Championnat du monde d'endurance FIA
| Année | Écurie            | Châssis  | Moteur                              | Classe | 1        | 2      | 3        | 4        | 5        | 6     | 7        | Position | Points |
| ----- | ----------------- | -------- | ----------------------------------- | ------ | -------- | ------ | -------- | -------- | -------- | ----- | -------- | -------- | ------ |
| 2021  | Risi Competizione | Oreca 07 | Gibson GK428 4,2 L V8 atmosphérique | LMP2   | SPA      | POR    | MNZ 10   | LMS N.c. | BHR      | BHR   |          |          |        |
| 2022  | Vector Sport      | Oreca 07 | Gibson GK428 4,2 L V8 atmosphérique | LMP2   | SEB N.c. | SPA 8  | LMS 13   | MON 3    | FUJ 9    | BHR 9 |          | 10e      | 21     |
| 2023  | Vector Sport      | Oreca 07 | Gibson GK428 4,2 L V8 atmosphérique | LMP2   | SEB 9    | POR 11 | SPA Abd. | LMS 5    | MON Abd. | FUJ 7 | BHR N.c. | 16e      | 29     |

### European Le Mans Series
| Année | Écurie                 | Châssis        | Moteur                     | Classe | 1      | 2      | 3     | 4     | 5       | 6        | Position | Points |
| ----- | ---------------------- | -------------- | -------------------------- | ------ | ------ | ------ | ----- | ----- | ------- | -------- | -------- | ------ |
| 2018  | APR - Rebellion Racing | Oreca 07       | Gibson GK428 4,2 l V8 Atmo | LMP2   | LEC 15 | MON 8  | RBR 6 | SIL 5 | SPA 15‡ | POR 12   | 12e      | 23.25  |
| 2019  | United Autosports      | Ligier JS P217 | Gibson GK428 4,2 l V8 Atmo | LMP2   | LEC 13 | MON 3  | BAR 8 | SIL 8 |         |          | 12e      | 37.5   |
| 2019  | United Autosports      | Oreca 07       | Gibson GK428 4,2 l V8 Atmo | LMP2   |        |        |       |       | SPA 9   | POR 4    | 12e      | 37.5   |
| 2020  | DragonSpeed            | Oreca 07       | Gibson GK428 4,2 l V8 Atmo | LMP2   | LEC 8  | SPA 14 | LEC   | MON   | POR     |          | 24e      | 4.5    |
| 2024  | Vector Sport           | Oreca 07       | Gibson GK428 4,2 l V8 Atmo | LMP2   | BAR 10 | LEC 10 | IMO 3 | SPA 8 | MUG 12  | POR Abd. | 14e      | 21     |

N.B. ‡ La moitié des points ont été attribués car moins de 75% de la distance de la course a été complétée.

N.B. * Saison en cours. Les courses en " gras  'indiquent une pole position, les courses en "italique" indiquent le meilleur tour de course.

### WeatherTech SportsCar Championship
| Année | Ecurie              | Châssis        | Moteur                      | Classe | 1      | 2 | 3 | 4 | 5 | 6 | 7 | 8 | 9 | 10 | 11 | 12 | Position | Points |
| ----- | ------------------- | -------------- | --------------------------- | ------ | ------ | - | - | - | - | - | - | - | - | -- | -- | -- | -------- | ------ |
| 2019  | AIM Vasser Sullivan | Lexus RC F GT3 | Lexus 2UR-FSE 5,0 l V8 Atmo | GTD    | DAY 18 |   |   |   |   |   |   |   |   |    |    |    | 16e*     | 32*    |

N.B. * Saison en cours. Les courses en " gras  'indiquent une pole position, les courses en "italique" indiquent le meilleur tour de course.

### GP3 Series
| Year | Entrant               | 1          | 2           | 3          | 4          | 5          | 6           | 7          | 8          | 9          | 10          | 11         | 12         | 13          | 14          | 15         | 16         | 17         | 18          | Position | Points |
| ---- | --------------------- | ---------- | ----------- | ---------- | ---------- | ---------- | ----------- | ---------- | ---------- | ---------- | ----------- | ---------- | ---------- | ----------- | ----------- | ---------- | ---------- | ---------- | ----------- | -------- | ------ |
| 2013 | Marussia Manor Racing | CAT FEA 21 | CAT SPR Ret | VAL FEA 20 | VAL SPR 20 | SIL FEA 21 | SIL SPR 17  | NÜR FEA 19 | NÜR SPR 25 | HUN FEA 23 | HUN SPR Ret | SPA FEA 18 | SPA SPR 17 | MNZ FEA 20  | MNZ SPR Ret | YMC FEA 20 | YMC SPR 24 |            |             | 29e      | 0      |
| 2014 | Marussia Manor Racing | CAT FEA 15 | CAT SPR 16  | RBR FEA 17 | RBR SPR 13 | SIL FEA 19 | SIL SPR Ret | HOC FEA 20 | HOC SPR 19 | HUN FEA 24 | HUN SPR 21  | SPA FEA 14 | SPA SPR 13 | MNZ FEA Ret | MNZ SPR 16  | SOC FEA    | SOC SPR    |            |             | 25e      | 0      |
| 2014 | Trident               |            |             |            |            |            |             |            |            |            |             |            |            |             |             |            |            | YMC FEA 19 | YMC SPR Ret | 25e      | 0      |

### Porsche Supercup
| Année     | Écurie                                 | 1      | 2      | 3      | 4       | 5        | 6       | 7      | 8       | 9      | 10     | 11     | Position | Points |
| --------- | -------------------------------------- | ------ | ------ | ------ | ------- | -------- | ------- | ------ | ------- | ------ | ------ | ------ | -------- | ------ |
| 2015 (en) | VERVA Lechner Racing Team (en)         | CAT    | MON    | RBR    | SIL Ret | HUN Abd. | SPA 19  | SPA 12 | MNZ 20  | MNZ 22 | USA C  | USA 15 | 18e      | 10     |
| 2016 (en) | Walter Lechner Racing Middle East (en) | CAT 13 | MON 14 | RBR 6  | SIL 20  | HUN 8    | HOC 14  | SPA 14 | MNZ Ret | USA 14 | USA 14 |        | 11e      | 45     |
| 2018 (en) | Walter Lechner Racing Team (en)        | CAT 21 | CAT 16 | MON 12 | RBR 12  | SIL Ret  | HUN Ret | SPA 15 | SPA 11  | MNZ 6  | MEX 9  | MEX 9  | 11e      | 41     |